# 040号線 (チェコ)
チェコ国鉄040号線、別名フルメツ・ナド・チドリノウ～トルトノフ線（チェコ語: Železniční trať Chlumec nad Cidlinou – Trutnov）は、チェコ国鉄の鉄道線の名称である。
1870年、オーストリア北西部鉄道の路線として開業した。プラハ～トルトノフのルートに位置しているが、特急は032号線を経由するため、本線は快速が主力となっている。

## 歴史
1866年9月8日にウィーン - ユングブンツラウ（現在ムラダー・ボレスラフ）間本線と共に三つの分岐線に関する建設許可は南北ドイツ連絡鉄道（Süd-Nord deutsche Verbindungsbahn）株式会社の運営者団に与えられた。グロースヴォセック - トラウテーナウ線はコリーン - ユングブンツラウ間の適当な地点で分岐しトラウテーナウ（現在トルトノフ）に至る、3番目の分岐線に当たる。鉄道建設および運営は商工省が提供する契約により実行されて、工事開始の時期および完工期限が規定された。
1870年10月25日にパルシュニッツ（現在トルトノフ・ポジーチー） - トラウテーナウ間はまず貨物運送向けに開通された。同年12月21日にペルスドルフ（現在クンチツェ・ナド・ラベム）- トラウテーナウ間およびグロースヴォセック（現在ヴェルキーオセック） - ヴォストローマー（現在オストロムニェジ）間が開通された。北西部鉄道は残余区間のヴォストローマー - ペルスドルフ間を翌年6月1日に開業した。
1908年10月15日に北西部鉄道の国家買収が合議されて、1909年3月27日の法律で承認された。グロースヴォセック - トラウテーナウ線を含める北西部鉄道路線はオーストリア帝国鉄道（k.k. Staatsbahnen, kkStB）が引き受けた。
第一次世界大戦の終戦とオーストリア＝ハンガリー帝国の解体以降、ヴェルキーオセック - トルトノフ線はチェコスロバキア国営鉄道（Československé státní dráhy, ČSD）の路線網に組み入れられた。

## 運行形態
ヴェルキーオセック - プジェヴィーショフ間はプラハ総合交通（Pražská integrovaná doprava, PID）の運賃制適用区間である。

### 快速「スピェシニー(Sp)」
コリーン～フルメツ～トルトノフ間に、2時間間隔で運行されている。フルメツ以西は020号線に直通する。また、スタラー・パカ～クンチツェ間は普通列車が殆ど運行されていないため、この区間では各駅に停車する。休日は、半数がノヴァー・パカ - ヴルチツェ間各駅に停車する。
なお、2017年度に限り、ルホタ/プロセチネー/ホチェヴィツェ/ヴルチツェに停車する列車は休日も一日1往復のみであった。

### 普通
区間毎に運転系統が分かれる。
- ムニェステツ・クラーロヴェー - フルメツ・ナド・チドリノウ - スタラー・パカ
平日2-4時間に1本、休日4時間に1本の運行。フルメツ・ナド・チドリノウ以西は、大部分が062号線のムニェステツ・クラーロヴェーまで乗り入れる。また、ルコヴァーとザフラシチャニは、休日は全列車（4往復）が停車するが、平日は2.5往復を除き大部分が通過する。一部、020号線の特急と接続する便がある。
2021年以前は、スクルジヴァニ、スミダリを通過する列車も設定されていた。2024年度以前は、平日のザフラシチャニ停車が一日2往復、ルコヴァー停車が深夜のパカ行片道1本のみであった。

- ノヴァー・パカ - スタラー・パカ - トゥルノフ　【平日運行】　※アリヴァ列車による運行
一日1往復が運行している。パカ以北は030号線に直通する。
2019年度以前はチェコ鉄道による運行であった。

- トゥルノフ → スタラー・パカ → マルチニツェ　【年1日運行】　※ズバチカによる運行
冬季に、東行1本が年1日運行する。パカ以南は030号線から直通する。
2024年度は、夏季にも年2日に限り一日1往復が運行していた。また、メトランス・レールによる運行であった。

- ロムニツェ - スタラー・パカ - クンチツェ - トルトノフ　【平日運行】
1日1往復のみの運行。パカ - マルチニツェ間唯一の定期で運行する普通列車だが、この区間のローカル輸送は快速が担っている。パカ以南は046号線に直通する。
2023年度以前はパカ以北のみの運行であった。

- イレムニツェ → マルチニツェ → クンチツェ ( → トルトノフ)
一日1本のみの運行。休日に限り、トルトノフまで運行する。マルチニツェ以南は042号線から直通する。

- ヴルフラビー → クンチツェ → マルチニツェ → イレムニツェ
一日1本のみの運行。クンチツェ以北は044号線から、マルチニツェ以南は042号線に直通する。
2021年以前は044号線から直通せず、トルトノフ始発で運行していた。

- ヴルフラビー - クンチツェ - トルトノフ
平日は2時間に1本の運行。大部分が044号線に直通する。休日は、トルトノフ → クンチツェ → ヴルフラビーの片道一日1本のみの運行となる。
2021年以前は、ヴォラノフを通過する列車も設定されていた。また休日の列車は、イレムニツェ行であった。

## 駅一覧
以下では、チェコ国鉄040号線の駅と営業キロ、停車列車、接続路線などを一覧表で示す。
- 種別
  - Sp：快速
  - Os：普通
- 停車駅
  - ■印：全列車停車
  - ●印：一部通過
  - ○印：一部停車
  - ｜印：全列車通過

| 路線名 | 駅名                               | 駅間営業キロ | 累計営業キロ      | 累計営業キロ     | Sp | Os | 接続路線                                                                                     | 所在地                     | 所在地                     |
| ------ | ---------------------------------- | ------------ | ----------------- | ---------------- | -- | -- | -------------------------------------------------------------------------------------------- | -------------------------- | -------------------------- |
| 040    | フルメツ・ナド・チドリノウ駅       |              | 大オセクから 22.8 | フルメツから 0.0 | ■  | ■  | 020号線（フラデツ方面、プラハ方面） 028号線（ムニェステツ方面）                              | フラデツ・クラーロヴェー州 | フラデツ・クラーロヴェー郡 |
| 040    | ルコヴァー駅                       | 4.5          | 27.3              | 4.5              | ｜ | ○  |                                                                                              | フラデツ・クラーロヴェー州 | フラデツ・クラーロヴェー郡 |
| 040    | ザフラシチャニ駅                   | 2.7          | 30.0              | 7.2              | ｜ | ○  |                                                                                              | フラデツ・クラーロヴェー州 | フラデツ・クラーロヴェー郡 |
| 040    | ノヴィー・ビヂョフ駅               | 3.5          | 33.5              | 10.7             | ■  | ■  |                                                                                              | フラデツ・クラーロヴェー州 | フラデツ・クラーロヴェー郡 |
| 040    | スクルジヴァニ駅                   | 3.1          | 36.6              | 13.8             | ○  | ■  |                                                                                              | フラデツ・クラーロヴェー州 | フラデツ・クラーロヴェー郡 |
| 040    | スミダリ駅                         | 2.8          | 39.4              | 16.6             | ●  | ■  |                                                                                              | フラデツ・クラーロヴェー州 | フラデツ・クラーロヴェー郡 |
| 040    | オフニシチャニ駅                   | 4.8          | 44.2              | 21.4             | ■  | ■  |                                                                                              | フラデツ・クラーロヴェー州 | フラデツ・クラーロヴェー郡 |
| 040    | オストロムニェルジ駅               | 4.9          | 49.1              | 26.3             | ■  | ■  | 041号線                                                                                      | フラデツ・クラーロヴェー州 | イチーン郡                 |
| 040    | シャーロフツォヴァー・ルホタ       | 6.6          | 55.7              | 32.9             | ｜ | ■  |                                                                                              | フラデツ・クラーロヴェー州 | イチーン郡                 |
| 040    | ラーズニェ・ビェロフラド駅         | 3.2          | 58.9              | 36.1             | ■  | ■  |                                                                                              | フラデツ・クラーロヴェー州 | イチーン郡                 |
| 040    | ホルニー・ノヴァー・ヴェス駅       | 2.8          | 61.7              | 38.9             | ｜ | ■  |                                                                                              | フラデツ・クラーロヴェー州 | イチーン郡                 |
| 040    | ノヴァー・パカ駅                   | 7.9          | 69.6              | 46.8             | ■  | ■  |                                                                                              | フラデツ・クラーロヴェー州 | イチーン郡                 |
| 040    | ノヴァー・パカ町駅                 | 1.2          | 70.8              | 48.0             | ■  | ■  |                                                                                              | フラデツ・クラーロヴェー州 | イチーン郡                 |
| 040    | スタラー・パカ駅                   | 3.2          | 74.0              | 51.2             | ■  | ■  | 030号線（リベレツ方面、ヤロムニェルジ方面） 046号線（ロムニツェ方面）                        | フラデツ・クラーロヴェー州 | イチーン郡                 |
| 040    | ビェラー・ウ・スタレー・パキ停留所 | 4.5          | 78.5              | 55.7             | ■  | ■  |                                                                                              | リベレツ州                 | セミリ郡                   |
| 040    | タンプレ駅                         | 2.0          | 80.5              | 57.7             | ■  | ■  |                                                                                              | リベレツ州                 | セミリ郡                   |
| 040    | ロズトキ・ウ・イレムニツェ駅       | 2.2          | 82.7              | 59.9             | ■  | ■  |                                                                                              | リベレツ州                 | セミリ郡                   |
| 040    | マルチニツェ・ヴ・クルコノシーフ駅 | 6.3          | 89.0              | 66.2             | ■  | ■  | 042号線                                                                                      | リベレツ州                 | セミリ郡                   |
| 040    | ホルニー・ブランナー駅             | 5.1          | 94.1              | 71.3             | ■  | ■  |                                                                                              | フラデツ・クラーロヴェー州 | トルトノフ郡               |
| 040    | クンチツェ・ナド・ラベム駅         | 3.0          | 97.1              | 74.3             | ■  | ■  | 044号線                                                                                      | フラデツ・クラーロヴェー州 | トルトノフ郡               |
| 040    | クラーシテルスカー・ルホタ駅       | 4.0          | 101.1             | 78.3             | ○  | ■  |                                                                                              | フラデツ・クラーロヴェー州 | トルトノフ郡               |
| 040    | プロセチネー駅                     | 2.9          | 104.0             | 81.2             | ○  | ■  |                                                                                              | フラデツ・クラーロヴェー州 | トルトノフ郡               |
| 040    | ホスチンネー町駅                   | 2.0          | 106.0             | 83.2             | ■  | ■  |                                                                                              | フラデツ・クラーロヴェー州 | トルトノフ郡               |
| 040    | ホスチンネー駅                     | 1.4          | 107.4             | 84.6             | ■  | ■  |                                                                                              | フラデツ・クラーロヴェー州 | トルトノフ郡               |
| 040    | ホチェヴィツェ駅                   | 3.9          | 111.3             | 88.5             | ○  | ■  |                                                                                              | フラデツ・クラーロヴェー州 | トルトノフ郡               |
| 040    | ピルニーコフ駅                     | 4.3          | 115.6             | 92.8             | ●  | ■  |                                                                                              | フラデツ・クラーロヴェー州 | トルトノフ郡               |
| 040    | ヴルチツェ駅                       | 2.4          | 118.0             | 95.2             | ○  | ■  |                                                                                              | フラデツ・クラーロヴェー州 | トルトノフ郡               |
| 040    | トルトノフ・ヴォラノフ駅           | 4.5          | 122.5             | 99.7             | ○  | ■  |                                                                                              | フラデツ・クラーロヴェー州 | トルトノフ郡               |
| 040    | トルトノフ本駅                     | 2.3          | 124.8             | 102.0            | ■  | ■  | 032号線（プラハ方面、スヴォボダ方面） 043号線（センヂスワフ方面）、047号線（テプリツェ方面） | フラデツ・クラーロヴェー州 | トルトノフ郡               |